# 劉貴元
劉貴元（2002年1月19日—），為台灣棒球選手，目前效力於中華職棒中信兄弟，守備位置為外野手。

## 生平
出生於高雄縣美濃鎮（今高雄市美濃區）。2012年由前義大犀牛隊總教練徐生明等人協助美濃國小重新成立棒球隊，劉貴元也成為第一批球員之一。
從美濃國小畢業後，隨即進入美濃國中就讀並繼續打球。而美濃國中棒球隊也是徐生明協助成立的球隊，目的就是為了讓美濃國小畢業的校友能繼續在家鄉打球，實現「美濃少棒10年培育計畫」的成果。
國中畢業後加入普門中學就讀。2020年高中畢業後報名參加中華職棒選秀會，並獲得中信兄弟以第9輪第46順位選中，成為「美濃少棒10年培育計畫」首位加入職棒的球員。
2020年8月26日，和中信兄弟正式簽約，簽約金新台幣20萬元；月薪為一軍7萬元、二軍5萬元。而劉貴元為了感謝徐生明的栽培，宣布將簽約金全數捐給「中華民國徐生明棒球發展協會」，期望讓更多美濃出身的小球員能往職棒邁進。同時在11月受邀參加第8屆徐生明國際少棒錦標賽擔任開球嘉賓。
2021年1月9日，將原本的背號「58」號改為「85」號，不但致敬已經過世的恩師徐生明，該背號也獲得原穿著者一軍牛棚教練林恩宇的禮讓，因此更加顯示對徐生明以及美濃少棒的尊重。12月21日，被列為60人保留名單外，但隔日和張聖豪被簽回。
2023年，整季在二軍出賽，66場比賽中擊出34支安打，打擊率0.272。同時以14次盜壘拿下二軍的盜壘王。
2024年5月8日，生涯首次登上一軍，並擊出首支安打，隨後更完成首次盜壘。不過5月20日便下到二軍，直到10月9日才再度在一軍出賽，並在延長賽面對樂天桃猿隊擊出再見安打幫助球隊獲勝，更獲得生涯首座MVP，而中信兄弟隊也拿下單季第70勝，打破隊史紀錄。

## 職棒生涯成績
| 年度 | 球隊     | 出賽 | 打數 | 安打 | 全壘打 | 打點 | 盜壘 | 四死 | 三振 | 壘打數 | 雙殺打 | 打擊率 | 上壘率 | 長打率 | OPS   |
| ---- | -------- | ---- | ---- | ---- | ------ | ---- | ---- | ---- | ---- | ------ | ------ | ------ | ------ | ------ | ----- |
| 2024 | 中信兄弟 | 7    | 5    | 3    | 0      | 2    | 1    | 0    | 1    | 5      | 0      | 0.600  | 0.600  | 1.000  | 1.600 |
| 合計 | 1年      | 7    | 5    | 3    | 0      | 2    | 1    | 0    | 1    | 5      | 0      | 0.600  | 0.600  | 1.000  | 1.600 |

## 外部連結
- 劉貴元在中華職棒官網
- 劉貴元在Baseball-Reference.com（小聯盟以及海外聯盟）（英语）
- 劉貴元在台灣棒球維基館上的頁面（繁體中文）